# 1982 год в телевидении
Список 1982 год в телевидении описывает события в мире телевидения, произошедшие в 1982 году.

## События

### Январь
- 1 января — телевидение во всех регионах стало двухпрограммным — ЦТ IV программа была переведена на 2 канал и стала называться ЦТ II программа, ЦТ Московская программа была переведена на 3 канал, ЦТ Образовательная программа переведена на 4 канал.[1]
- 30 января — в эфире прозвучала первая передача документально-публицистического цикла Всесоюзного радио «Рассказы о героях», адресованная юным слушателям.[2]

### Февраль
- 1 февраля — началась эксплуатация системы спутниковой связи на море (ИНМАРСАТ).[2]

### Апрель
- 6 апреля — выход на экраны пять телевизионных фильмов, объединённых общим названием "Космический век.[2]
- 12 апреля — в городе Львове проводился II Всесоюзный смотр политического телевизионного фильма.[2]

### Июнь
- 1 июня — в программе ЦТ «Проблемы. Поиски. Решения» приняли участие руководители министерств и ведомств, связанных с работой агропромышленного комплекса.[2]

### Июль
- 17 июля — «Радиостанция Маяк» начал передавать документально-публицистический цикл передач «К 40-летию Сталинградской битвы» — первую в практике радиовещания звуковую летопись целого периода Великой Отечественной войны.[2]

### Сентябрь
- 1 сентября — исполнилось 50 лет регулярной информационной передаче Всесоюзного радио «Последние известия»[2].
- 5 сентября — впервые проведена советско-американская телевизионная программа с использованием космических средств связи (телемост) — диалог музыкальных коллективов.[2]
- 14 сентября — Центральное телевидение и Всесоюзное радио выпуском передач об Эстонской ССР открыли телерадиофестиваль союзных республик «В семье единой», посвященный 60-летию образования СССР.[2]

### Октябрь
- 5 октября — состоялся первый телевизионный мост между СССР и США‚ когда советские люди и американцы, находившиеся на разных континентах, c удивлением и радостью увидели друг друга.[3]
- 15 октября — исполнилось 20 лет со дня выпуска в эфир первой программы радиостанции «Юность» Всесоюзного радио.[2]
- 21 октября — в эфир вышел 1000-й номер телепередачи «Музыкальный киоск».[2]

### Ноябрь
- 6 ноября — Центральное телевидение начало показ документально-публицистического 11-серийного фильма «Правда великого народа», посвященного 60-летию образования СССР.[2]

### Без точных дат
- Премия «Золотой глобус».
- Премия «Эмми».

## Родились
- 30 сентября — Светлана Анисимова — российская телеведущая, корреспондент и журналистка.
- 31 декабря — Анна Шафран — российская радиоведущая и телеведущая, журналистка.